# 마이크로스피어
마이크로스피어(microsphere)는 크기가 1.4~2.5μm인 구형의 아미노산 중합체(重合體, polymer)로, 지구상에 생명체가 생겨나는데 중요한 역할을 했을 것으로 여겨지는 입자이다.
1959년 폭스(Sidney Fox), 하라다(K. Harada), 켄드릭(J. Kendrick)은 실험실에서 아미노산을 이용해 마이크로스피어를 합성하고, 이 물질에서부터 생명체를 구성하는 기본 단위인 세포가 생겨났을 것이라는 프로테노이드설(proteinoid theory)을 주장하였다.

## 특징
마이크로스피어는 두 층의 막으로 이루어져 있으며, 시간이 지나도 이러한 형태를 매우 안정적으로 유지한다. 또한 적절한 조건에서는 하나의 마이크로스피어로부터 또 다른 마이크로스피어가 자라나는 것을 관찰할 수 있다. 이처럼 마이크로스피어는 세포의 막 구조와 유사한 점이 있으며, 코아세르베이트(coacervate)에 비해 보다 안정적이기 때문에 세포가 생겨나는데 중요한 역할을 담당했을 것이라고 몇몇 학자들은 주장한다. 하지만 마이크로스피어가 세포의 기원에 기여하는 바가 크다고 인정하더라도, 마이크로스피어 그 자체는 생명체의 특징을 지니고 있는 것은 아니기 때문에 하나의 생명체로 볼 수는 없다.

## 같이 보기
- 코아세르베이트
- 리보솜
- 발광
- 프로테노이드